# Cerkiew Świętych Archaniołów Michała i Gabriela w Nesebyrze
Cerkiew Świętych Archaniołów Michała i Gabriela – prawosławna cerkiew w Nesebyrze. Została zbudowana w XIII wieku jako jednonawowa świątynia z narteksem o dwóch wejściach: od północy i południa. Długość budowli wynosi 14 m, szerokość 5,2 metra.
Zachowana w formie ruiny, bez dachu i sklepień.